# The Rainbow Children
The Rainbow Children -en español: Los niños del arcoíris- es el vigésimotercer álbum de estudio del músico estadounidense Prince, publicado el 16 de octubre de 2001 por NPG y Redline. Ha vendido cerca de 560.000 copias a nivel mundial.

## Lista de canciones
Todas las canciones escritas por Prince.
1. "Rainbow Children" – 10:03
2. "Muse 2 the Pharaoh" – 4:21
3. "Digital Garden" – 4:07
4. "The Work, pt. 1" – 4:28
5. "Everywhere" – 2:55
6. "The Sensual Everafter" – 2:58
7. "Mellow" – 4:24
8. "1+1+1 Is 3" – 5:17
9. "Deconstruction" – 2:00
10. "Wedding Feast" – 0:54
11. "She Loves Me 4 Me" – 2:49
12. "Family Name" – 8:17
13. "The Everlasting Now" – 8:18
14. "Last December" – 7:58

## Listas
| Lista (2001)                   | Posición |
| ------------------------------ | -------- |
| Francia (SNEP)                 | 78       |
| Suiza (Schweizer Hitparade)    | 74       |
| Estados Unidos (Billboard 200) | 109      |